# Saint-Malo-de-Guersac
Saint-Malo-de-Guersac è un comune francese di 3 235 abitanti situato nel dipartimento della Loira Atlantica nella regione dei Paesi della Loira.

## Società

### Evoluzione demografica
Abitanti censiti